# 케냐의 재외공관 목록

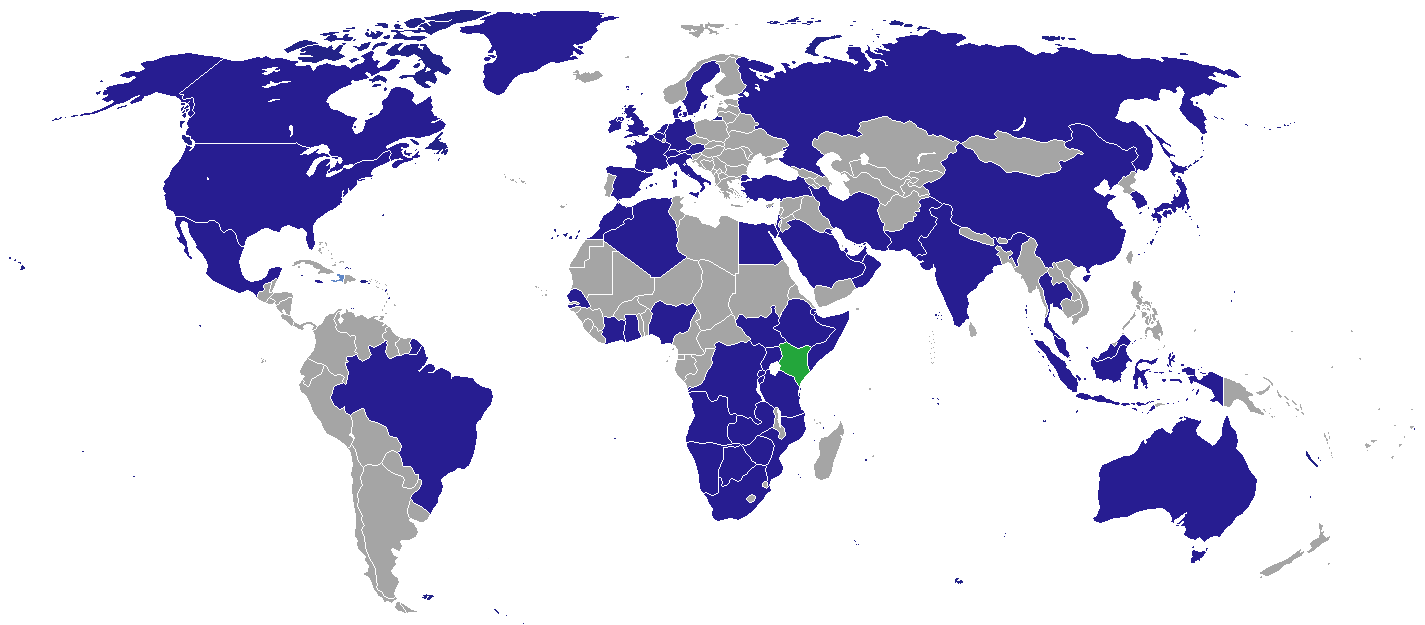
케냐의 재외공관

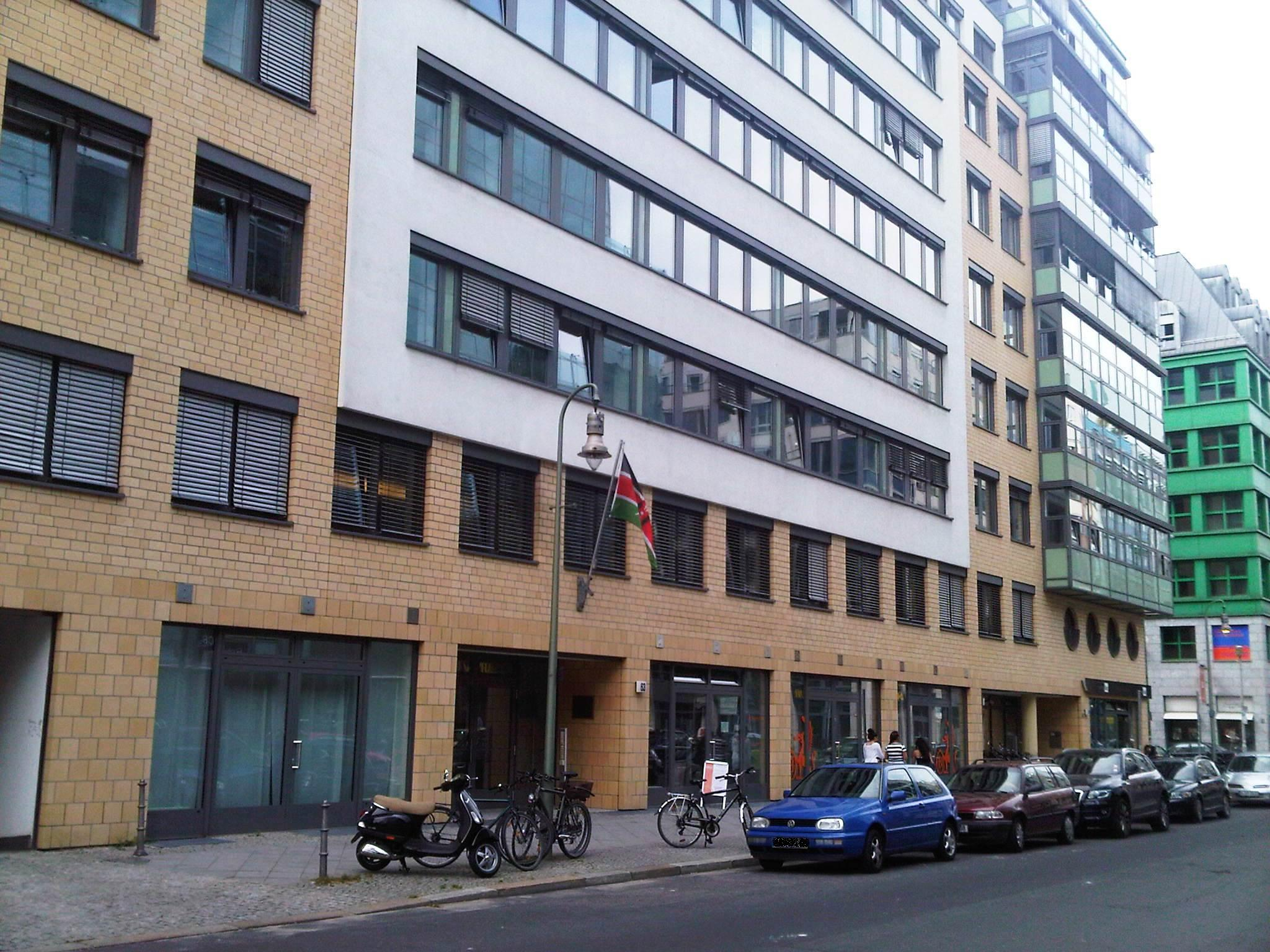
베를린 주재 케냐 대사관

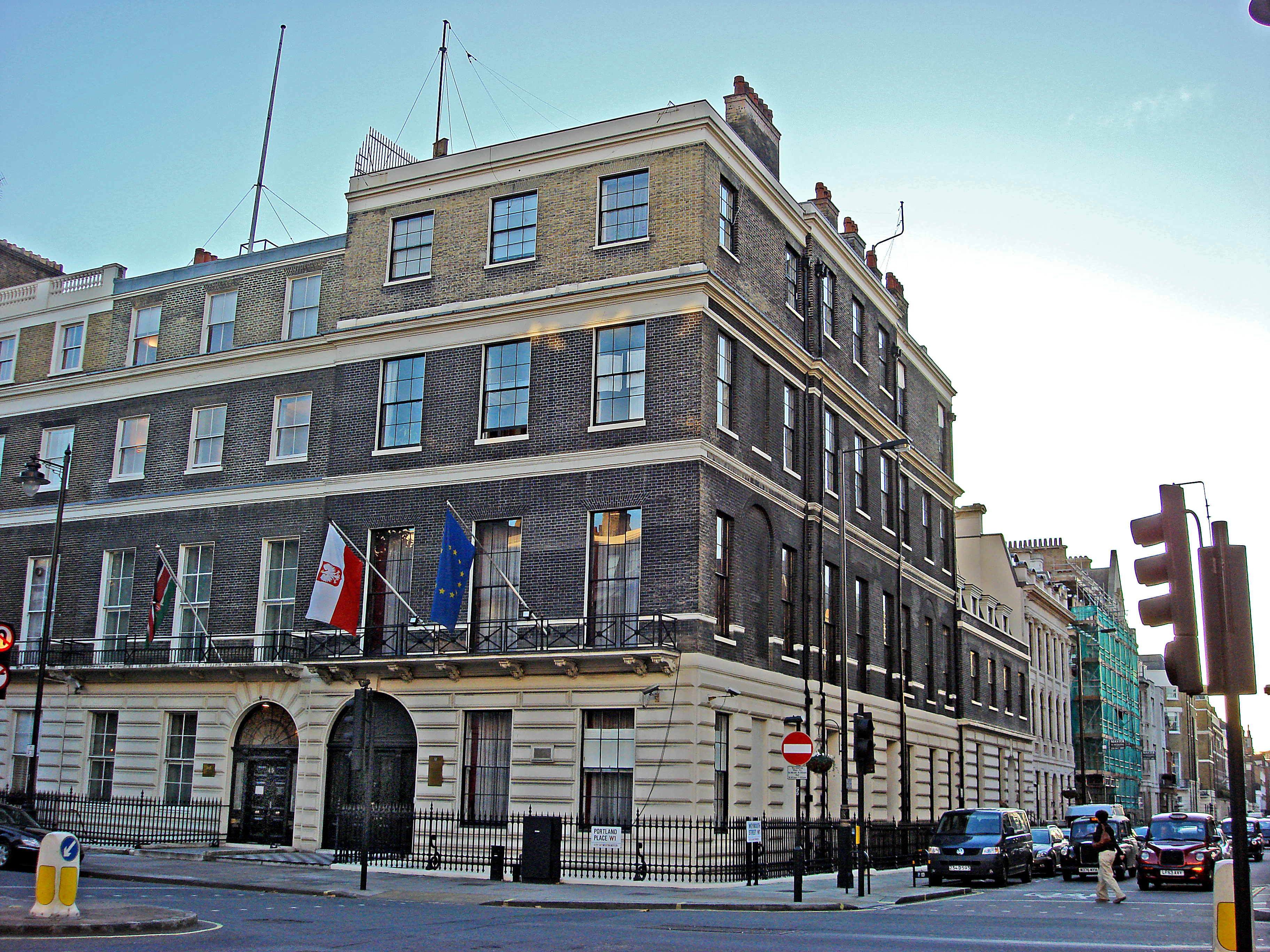
런던 주재 케냐 고등판무관 사무소

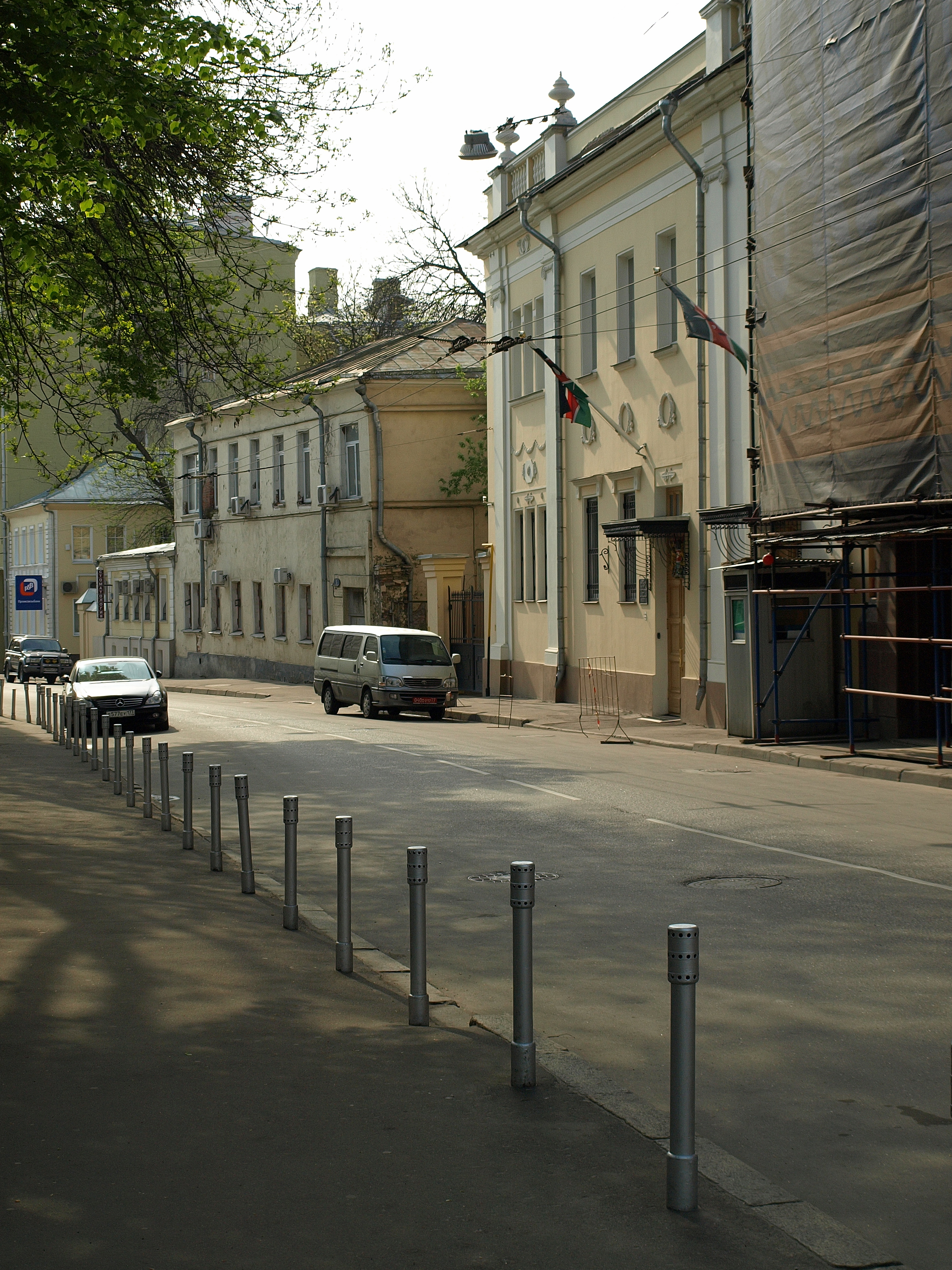
모스크바 주재 케냐 대사관

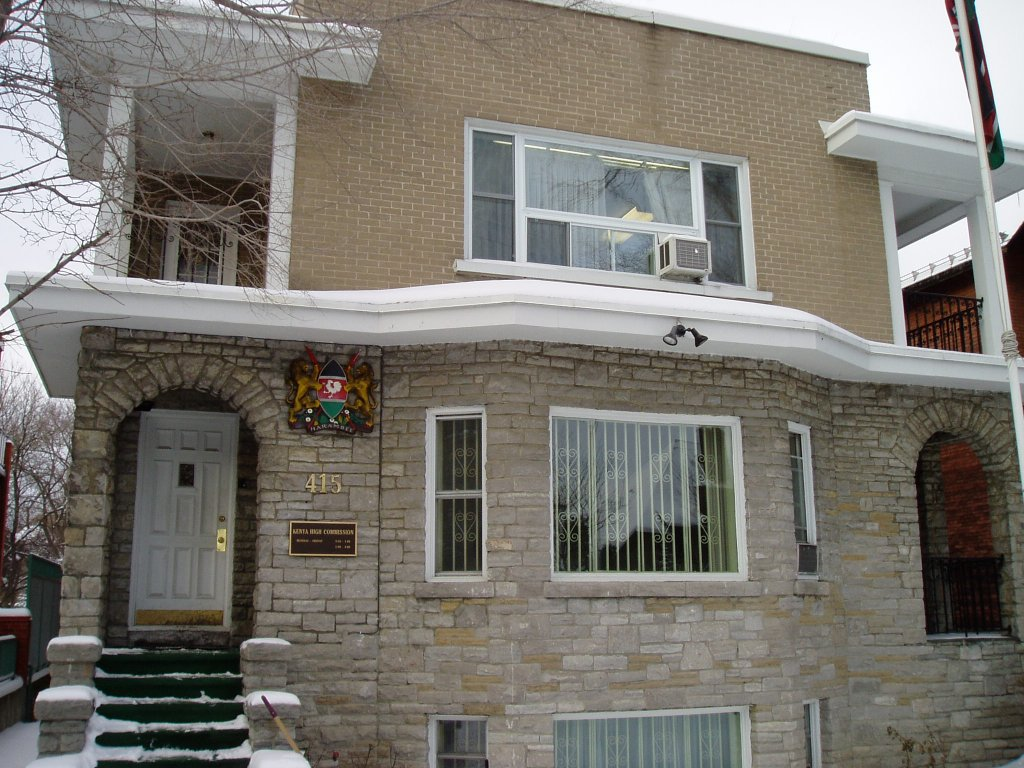
오타와 주재 케냐 고등판무관 사무소

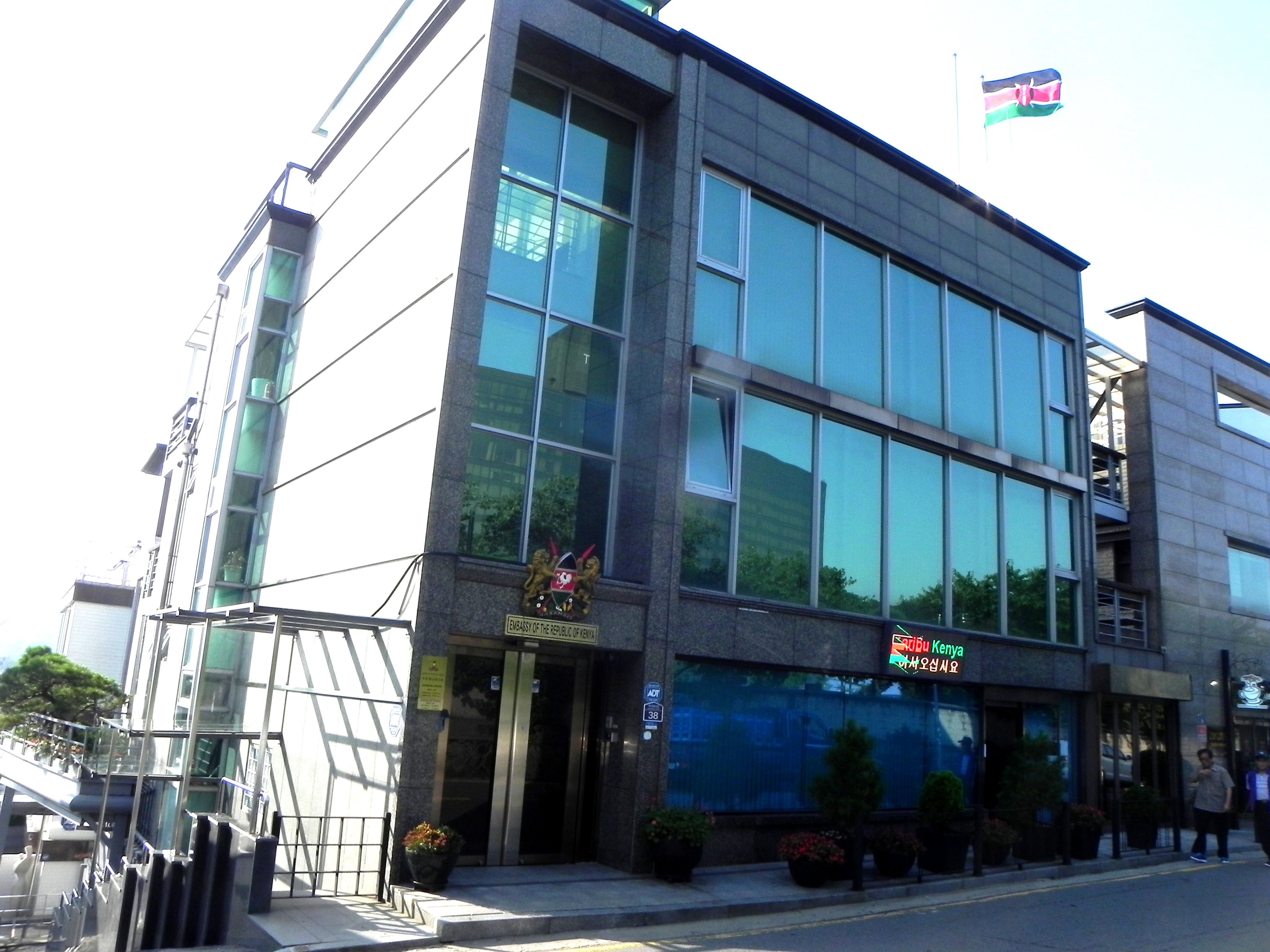
서울 주재 케냐 대사관

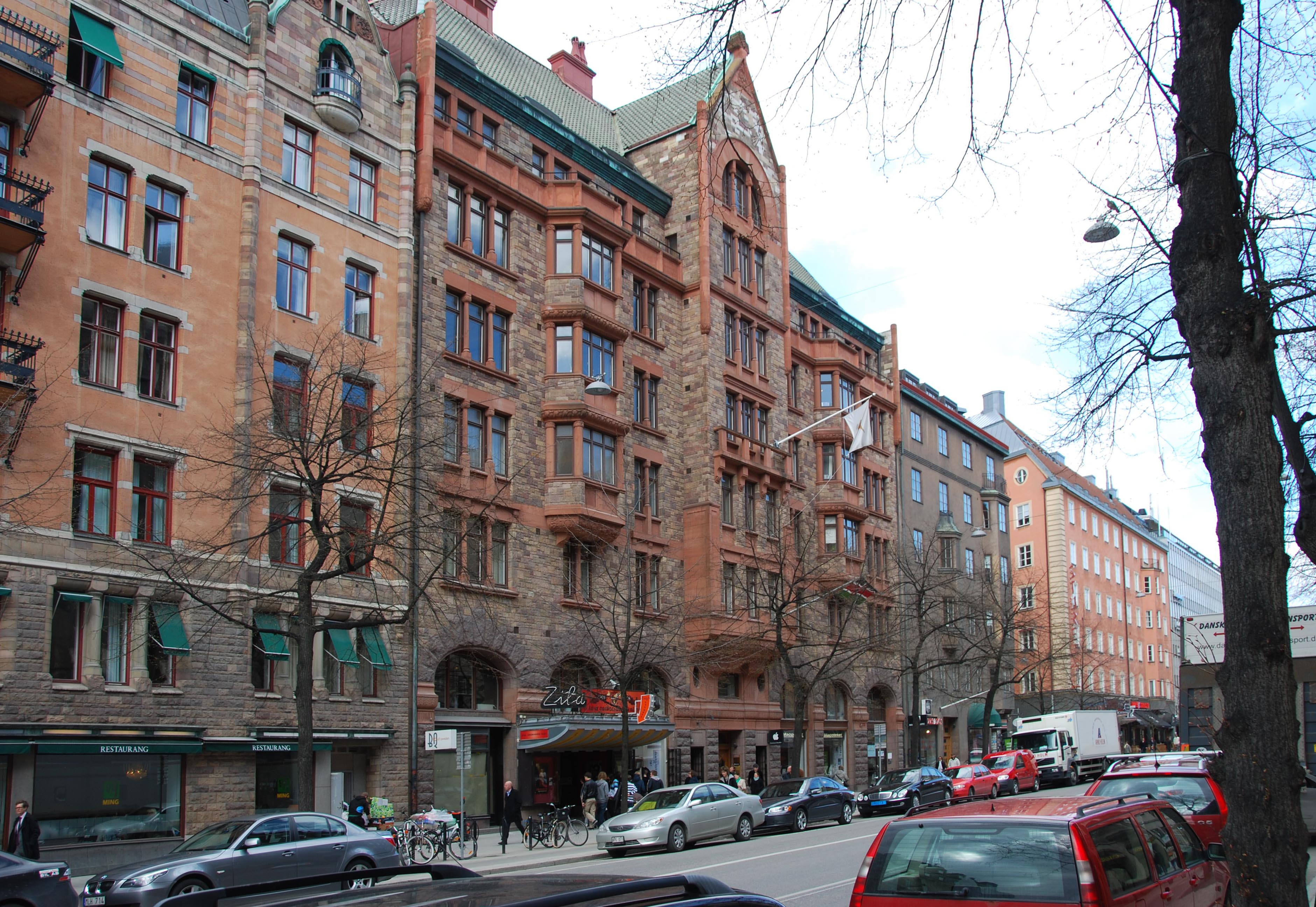
스톡홀름 주재 케냐 대사관

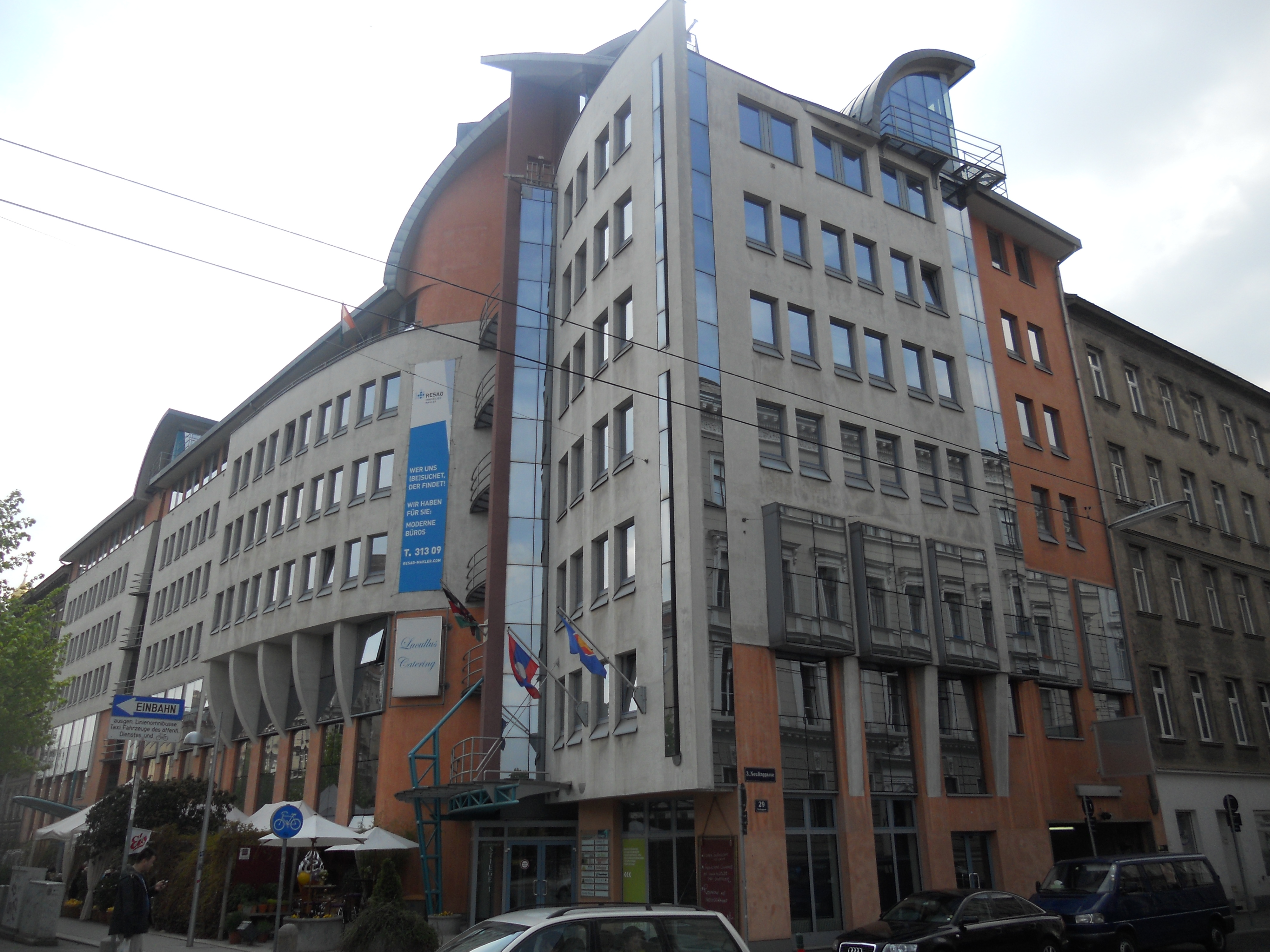
빈 주재 케냐 대사관

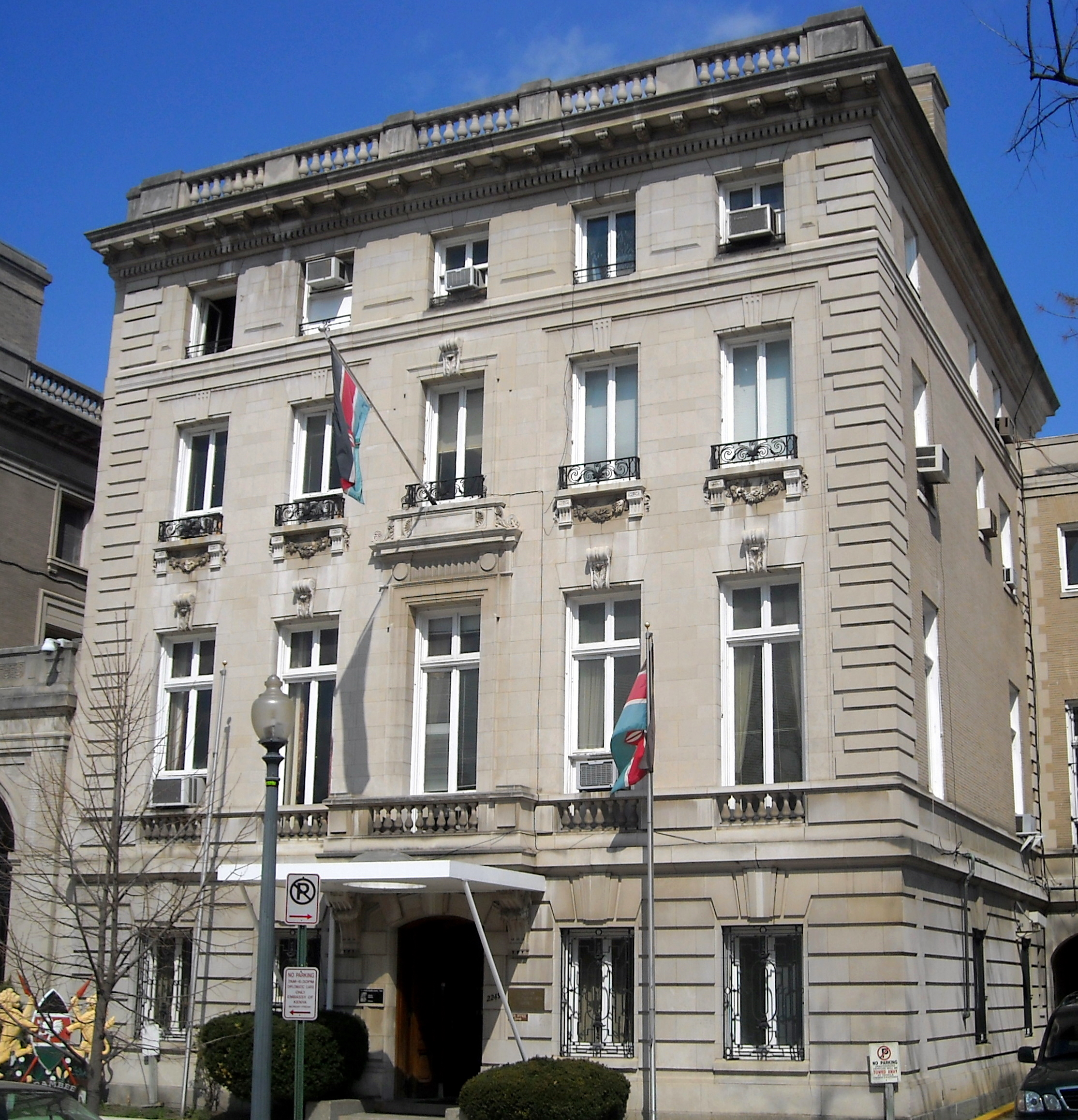
워싱턴 D.C. 주재 케냐 대사관

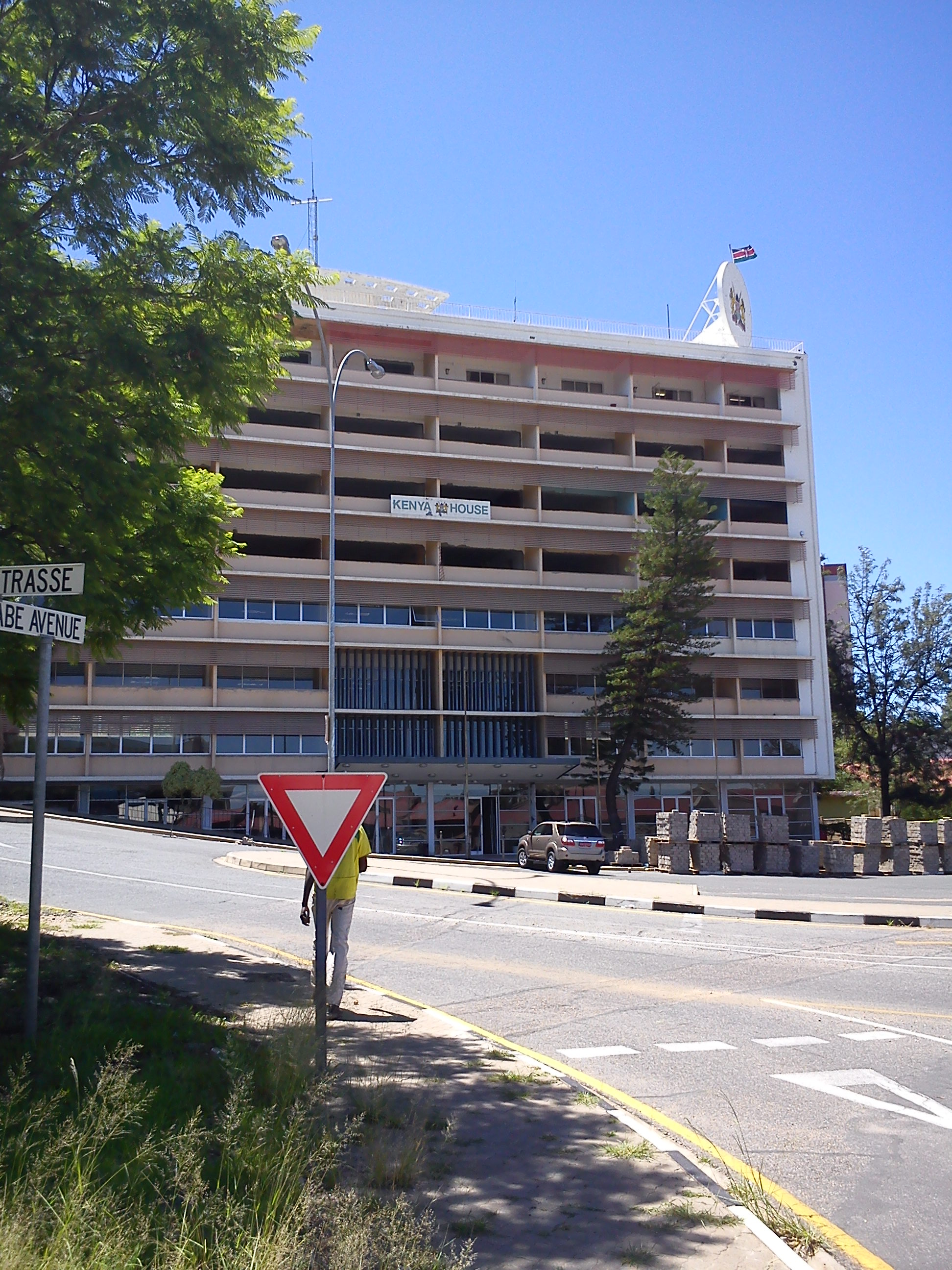
빈트후크 주재 케냐 고등판무관 사무소

케냐의 재외공관 목록은 케냐 주재 대사관과 고등판무관 사무소를 각국에 상주시켜 놓는 것을 의미하며 케냐의 재외공관을 나열한 목록이다.

## 아프리카
- 알제리 : 알제 (대사관)
- 보츠와나 : 가보로네 (고등판무관 사무소)
- 부룬디 : 부줌부라 (대사관)
- 콩고 민주 공화국 : 킨샤사 (대사관)
- 이집트 : 카이로 (대사관)
- 에티오피아 : 아디스아바바 (대사관)
- 리비아 : 트리폴리 (대사관)
- 나미비아 : 빈트후크 (고등판무관 사무소)
- 나이지리아 : 아부자 (고등판무관 사무소)
- 르완다 : 키갈리 (고등판무관 사무소)
- 남아프리카 공화국 : 프리토리아 (고등판무관 사무소)
- 남수단 : 주바 (대사관)
- 수단 : 하르툼 (대사관)
- 탄자니아 : 다르에스살람 (고등판무관 사무소)
- 우간다 : 캄팔라 (고등판무관 사무소)
- 잠비아 : 루사카 (고등판무관 사무소)
- 짐바브웨 : 하라레 (대사관)

## 아메리카
- 브라질 : 브라질리아 (대사관)
- 캐나다 : 오타와 (고등판무관 사무소)
- 미국 : 워싱턴 D.C. (대사관), 로스앤젤레스 (총영사관), 뉴욕 (총영사관)

## 아시아
- 중화인민공화국 : 베이징시 (대사관)
- 인도 : 뉴델리 (고등판무관 사무소)
- 이란 : 테헤란 (대사관)
- 이스라엘 : 텔아비브 (대사관)
- 일본 : 도쿄도 (대사관)
- 대한민국 : 서울특별시 (대사관)
- 쿠웨이트 : 쿠웨이트시티 (대사관)
- 말레이시아 : 쿠알라룸푸르 (고등판무관 사무소)
- 오만 : 무스카트 (대사관)
- 파키스탄 : 이슬라마바드 (고등판무관 사무소)
- 카타르 : 도하 (대사관)
- 사우디아라비아 : 리야드 (대사관)
- 태국 : 방콕 (대사관)
- 튀르키예 : 앙카라 (대사관)
- 아랍에미리트 : 아부다비 (대사관), 두바이 (총영사관)

## 유럽
- 오스트리아 : 빈 (대사관)
- 벨기에 : 브뤼셀 (대사관)
- 프랑스 : 파리 (대사관)
- 독일 : 베를린 (대사관)
- 아일랜드 : 더블린 (대사관)
- 이탈리아 : 로마 (대사관)
- 네덜란드 : 헤이그 (대사관)
- 러시아 : 모스크바 (대사관)
- 스페인 : 마드리드 (대사관)
- 스웨덴 : 스톡홀름 (대사관)
- 영국 : 런던 (고등판무관 사무소)

## 오세아니아
- 오스트레일리아 : 캔버라 (고등판무관 사무소)

## 대표부
- EU 케냐 정부 대표부 : 브뤼셀
- UN 케냐 정부 대표부 : 뉴욕, 제네바
- UNESCO 케냐 정부 대표부 : 파리
- 아프리카 연합 케냐 정부 대표부 : 아디스아바바

## 같이 보기
- 케냐 주재 외국공관 목록